# 仙臺屋
仙臺屋（せんだいや）は、岩手県遠野市にある、江戸時代から続く和菓子店。店舗兼主屋等が日本国の登録有形文化財となっている。

## 文化財
2008年（平成20年）7月8日、以下の建築物が登録有形文化財となった。
- 店舗兼主屋

岩手県道238号に北面し、南北に長い短冊状の敷地南端に建つ。1882年（明治15年）竣工、1960年（昭和35年）改築、2006年移築、建築面積357平方メートル。正面間口9間半の木造2階建。切妻造鉄板葺の町家である。西側5間半の主体部と東側4間の元旅館を併せて１棟とする。主体部は背面直角に棟を出し、店や常居などの居室を１列に並べ、当地における伝統的な町家の形態を残している。店舗兼主屋の後方に建つ旧穀蔵と前の蔵は、外壁の下方ほど壁を厚くし、安定感のある重厚な造りとする。さらに後方に旧籾蔵、便所、倉庫が並び建つ。
- 旧籾蔵

前の蔵の北方、作業場を挟んだ位置に建つ。桁行9.6ｍ、梁間5.7ｍの土蔵造2階建で、切妻造妻入の置屋根とする。内部は南北2室に分け、南半は2階に床を張り、北半は吹抜けとする。外壁は白漆喰仕上げで、鉢巻を黒漆喰仕上げ、腰を海鼠壁とする。
- 倉庫

敷地北奥に位置する、南北棟の切妻造平屋建。北端の屋根を一段下げ、南から東面に庇をまわす。桁行17ｍ梁間5.7ｍの南北に長い倉庫であり、外壁を大壁造の荒壁仕上げとする。内部は3つに区分され、南室のみ中2階床を張り、他2室は吹抜けとする。
- 旧穀蔵

主屋の後方、東寄りに位置する。桁行9.6ｍ梁間5.7ｍの土蔵造2階建、切妻造妻入の置屋根。壁は下方ほど厚い仕様となっている。南面に庇を設け、掛子塗両開戸を吊り、出入口とする。外壁は白漆喰仕上げ、鉢巻や窓周り等を黒漆喰で仕上げ。
- 前の蔵
- 便所

## 現地情報
- 所在地
  - 岩手県遠野市中央通り194
- 交通アクセス
  - 釜石線遠野駅より徒歩5分
  - 釜石自動車道遠野インターチェンジより車5分